# Escola de Santanyí
Escola Poètica de Santanyí, denominació donada al conjunt de poetes mallorquins de la primera i de la segona promocions de postguerra nascuts a Santanyí i a la seva comarca. Jaume Vidal Alcover, Professor de la Universitat de Tarragona, als seus Estudis de literatura catalana contemporània, la veu com una derivació de l'Escola Mallorquina i enumera entre les seves característiques l'esment en la forma mètrica, la perfecta construcció del vers, l'ús de la metàfora, el sentit del paisatge, la policromia –amb una tendència al predomini dels tons morats: violeta, lilàs, malva- l'exotisme, el recurs a elements litúrgics i un cert patetisme a voltes dulcificat en malenconia. Segons el mateix autor en formen part, entre d'altres, Bernat Vidal i Tomàs, Blai Bonet i Llorenç Vidal.